# Grallistrix auceps
Grallistrix auceps (сова кауайська) — вимерлий вид совоподібних птахів родини совових (Strigidae). Вид був описаний у 1991 році за викопними рештками, знайденими на острові Кауаї в архіпелазі Гавайських островів.

## Опис
Кауайські сови були відносно стрункими совами з довгими кігтями і пазурями. У них були короткі крила, які дозволяли птахам спритно маневрувати між деревами. За розмірами вони були подібними до сірих сов. Всередині роду Grallistrix кауайські сови були другими за величиною після молокайських сов. Крім того, порівняно з іншими совами, у кауайських сов був відносно вузький череп.

## Екологія
На відміну від більшості інших сов, кауайські сови вели переважно денний спосіб життя. Це пов'язано з відсутністю на острові наземних ссавців, які б вели присмерковий або нічний спосіб життя. Кауайські сови полювали на дрібних, рухливих співочих птахів, що вели денний спосіб життя, зокрема на мамоєвих, яких ловили в польоті. Ці сови, ймовірно, гніздилися на землі, через що вони були особливо вразливими до появи на острові інвазивних хижих ссавців. Вони вимерли незабаром після появи на острові полінезійців, які привезли на острів свиней і малих пацюків.

## Систематика
Хоча кауайські сови були подібні за розмірами на Grallistrix geleches, що мешкали на острові Молокаї, їх спорідненість малоймовірна через географічну ізоляцію. Через це не слід виключати, що найближчим родичем кауайських сов є Grallistrix orion з острова Оаху.